# Alexander (Észak-Dakota)
Alexander város az USA Észak-Dakota államában, McKenzie megyében. Lakosainak száma 319 fő (2020. április 1.).

## Népesség
A település népességének változása:

| 2010 | 223 |
| 2020 | 319 |